# Innokientij Innokientjew
Innokientij Innokientjew (ros. Иннокентий Иннокентьев; ur. 10 lipca 1988) – kirgiski, a w młodości rosyjski zapaśnik w stylu wolnym. Trzykrotny uczestnik mistrzostw świata. Zajął siódme miejsce w 2011. Dziesiąty na igrzyskach azjatyckich w 2014. Zdobył brązowy medal w mistrzostwach Azji w 2011 i 2014. Piąty w Pucharze Świata w 2011. Dziewiąty na Uniwersjadzie w 2013. Drugi w mistrzostwach europy juniorów w 2006 roku.